# Анурадхапура
Анурадхапура (синг. අනුරාධපුරය, там. அனுராதபுரம) — город в Шри-Ланке, административный центр Северо-Центральной провинции и округа Анурадхапура. Население около 63 тысяч человек (2011). Расположен на реке Аруви. Состоит из «старого города» (англ. Old City), в котором расположена археологическая зона и несколько храмов, и «нового города», отделённого рекой, в котором находятся жилые кварталы и туристическая зона. Переселение в новый город было предпринято в 1950-е годы правительством с целью охраны археологических памятников.

## История
Исторические хроники сообщают, что первое поселение на месте современного города возникло в V веке до н. э. Тем не менее, по данным археологических раскопок, Анурадхапура существовала как минимум с X века до н. э. Согласно хроникам, город обязан своим расцветом царю Пандукабхайе (англ., синг. පණ්ඩුකාභය), в 377 до н. э. избравшему Анурадхапуру (под названием Анурадха) столицей первого сингальского королевства на острове. Город имел чёткую планировку; в окрестностях существовала разветвлённая система оросительных каналов. Для водоснабжения города по приказу царя было сооружено искусственное озеро, сохранившееся до наших дней.
Месторасположение столицы было выбрано исключительно удачно — река связывала город с побережьем Манарского залива, сеть дорог — с глубинными районами острова, а прибрежные джунгли защищали от набегов пиратов и завоевателей. Анурадха динамично развивалась как торговый и религиозный центр, именно отсюда буддизм распространился по всему острову. Благодаря притоку купцов и паломников город был широко известен в мире, в частности, он отмечен на картах Клавдия Птолемея. В 100 году население Анурадхи составляло 130 000 человек, что ставило её на шестое место в мире по этому показателю Столица славилась своим высоким уровнем медицины и вниманием, которое городские власти уделяли чистоте улиц и вывозу отходов.
В XI веке город был разрушен захватившими остров правителями южноиндийского тамильского государства Чола; впоследствии столица сингальского государства была перенесена в Полоннаруву. Анурадхапура утратила своё политическое и экономическое значение, многие жители покинули город. Тем не менее, он оставался местом притяжения для буддистских паломников, и важным религиозным центром Шри-Ланки.
14 мая 1985 года боевики ТОТИ захватили автобус и заняли автовокзал, открыв стрельбу из автоматов по пассажирам, ждавшим автобусы. Затем боевики направились в сторону храма дерева Махабодхи, расстреляв там монахов и прихожан. Потом они вошли в Национальный парк Уилпатту и расстреляли 18 работников парка. Всего погибло 146 человек.

## География и климат
Анурадхапура расположена на севере центральной части Шри-Ланки, на высоте 81 метр над уровнем моря, на судоходной (для небольших судов) реке Аруви. К западу от города лежит гряда холмов, служащая водоразделом между двумя берегами острова.
Климат города субэкваториальный, с двумя сезонами дождей (апрель-май и октябрь-январь). Самый засушливый месяц — июнь. Анурадхапура является одним из самых сухих городов на Шри-Ланке, относительная влажность воздуха колеблется в переделах 50-75 %, в зависимости от сезона и времени суток.
| Показатель                     | Янв. | Фев. | Март | Апр. | Май  | Июнь | Июль | Авг. | Сен. | Окт. | Нояб. | Дек. | Год  |
| ------------------------------ | ---- | ---- | ---- | ---- | ---- | ---- | ---- | ---- | ---- | ---- | ----- | ---- | ---- |
| Средний суточный максимум, °C  | 29,0 | 31,0 | 33,0 | 34,0 | 33,0 | 31,0 | 30,0 | 32,0 | 31,0 | 32,0 | 30,0  | 29,0 | 31,0 |
| Средняя температура, °C        | 21,0 | 23,0 | 24,0 | 24,0 | 24,0 | 23,0 | 23,0 | 25,0 | 23,0 | 24,0 | 24,0  | 23,0 | 23,0 |
| Средний суточный минимум, °C   | 14,0 | 15,0 | 15,0 | 14,0 | 14,0 | 14,0 | 15,0 | 17,0 | 15,0 | 16,0 | 17,0  | 16,0 | 15,0 |
| Норма осадков, мм              | 108  | 66   | 63   | 129  | 90   | 7    | 33   | 27   | 75   | 159  | 192   | 132  | 1081 |
| Источник: World Weather Online |      |      |      |      |      |      |      |      |      |      |       |      |      |

## Население
По данным переписи 2011 года численность горожан составила 63 208 человек. Национальный состав населения:
- сингалы — 91,4 %
- ларакалла — 6,8 %
- тамилы — 1,5 %

Распределение жителей по вероисповеданию практически аналогично национальному — сингалы являются буддистами, ларакалла — мусульманами, тамилы — индуистами (часть — католиками).

## Экономика и транспорт
Основой экономики города являются переработка сельскохозяйственных продуктов, кустарные промыслы (резьба по дереву), туризм и обслуживание буддистских паломников.
Благодаря выгодному географическому расположению Анурадхапура с древних времён до наших дней является центром пересечения дорог, связывающих основные города острова. Железная дорога соединяет город с Коломбо, столицей страны. Действует небольшой речной порт.

## Достопримечательности
В старом городе Анурадхапуры и в окрестностях сохранились многочисленные памятники древности (внесены в список всемирного культурного наследия ЮНЕСКО) — колоколообразные ступы (дагобы) Тхупарама (III век до н. э.), Руанвели (II—I век до н. э.) с каменными статуями Будды; скальный монастырь Исурумуния, дворцы, искусственные водоёмы. Все эти достопримечательности находятся в старом городе, откуда в 1950 году все жители были переселены в новый город.
Местом паломничества буддистов является дерево Махабодхи и храм Махабодхи вокруг него. Выращенное из ветви священного дерева Бодхи, находившегося в индийском городе Бодх-Гая, под которым, согласно легенде, Будда нашёл просветление, дерево Махабодхи является древнейшим из существующих деревьев с документированной историей. Позднее священное дерево Махабодхи в Бодх-гая несколько раз погибало, но на его месте высаживалось новое дерево из семени дерева Махабодхи в Анурадхапуре.
В XIX веке основной ствол дерева Махабодхи в Анурадхапуре был вырублен английским фанатиком, однако остался малый ствол, который сейчас почитается и придерживается золотыми подпорками.
Вокруг дерева Махабодхи находится охраняемая археологическая зона (территория старого города), в которой находятся многочисленные ступы и остатки памятников древности с IV века до н. э., в частности, буддийских монастырей. Имеется также археологический музей, в котором собраны наиболее ценные скульптуры.